# Farligt förvärv
Farligt förvärv (italiensk originaltitel: Giallo alla Regola) är en italiensk giallo från 1988, i regi av Stefano Roncoroni. I huvudrollerna ses bland andra Remo Girone, Daniela Poggi och Paolo Malco. Filmen visades i SVT den 8 mars 1997.

## Handling
Tjänstemannen Sergio Anselmi påträffar en väska full med amerikanska dollar. Han beslutar sig för att behålla väskan med dess åtråvärda innehåll. Dock leder detta till oanade konsekvenser.